# Закон Відемана — Франца
Закон Відемана-Франца або закон Відемана-Франца-Лоренца — твердження про те, що відношення коефіцієнта теплопровідності до електропровідності металів пропорційне температурі:
{\displaystyle {\frac {\kappa }{\sigma }}={\frac {\pi ^{2}}{3e^{2}}}k_{B}^{2}T},
де {\displaystyle \kappa } — коефіцієнт теплопровідності, {\displaystyle \sigma } — електропровідність, e — елементарний електричний заряд, {\displaystyle k_{B}} — стала Больцмана, T — температура.
Множник пропорційності
{\displaystyle L={\frac {\pi ^{2}}{3e^{2}}}k_{B}^{2}}
має назву сталої Лоренца.
Зв'язок між теплопровідністю і електропровідністю зумовлений тим, що головний внесок у ці процеси в металах дають одні й ті ж механізми розсіяння електронів провідності. Закон Відемана-Франца загалом справедливий при високих і низьких температурах, але може бути неточним при проміжних температурах.
Теоретично стала Лоренца однакова для всіх металів, однак практично її значення все ж дещо відрізняється.